# Isar
Râul Isar, cu o lungime de 295 km, este un afluent a Dunării și curge pe teritoriul Austriei și Germaniei. După Dunăre, Inn și Main, Isar este al patrulea râu, ca lungime, din Bavaria.

## Etimologie
Numele „Isar” vine de la cuvântul celtic „Isaria”, care înseamnă „râu tumultuos”.

## Orașe pe Isar
- Austria: Scharnitz
- Germania: Mittenwald, Krün, Bad Tölz, München, Freising, Moosburg an der Isar, Landshut, Dingolfing, Landau pe Isar

## Afluenți
Ache, Loisach, Moosach, Amper